# Plexo pampiniforme
O plexo pampiniforme é um plexo venoso, uma rede de muitas veias pequenas encontradas no cordão espermático masculino humano e no ligamento suspensório do ovário. No homem, é formado pela união de várias veias testiculares da parte de trás do testículo e tributárias do epidídimo.
Além de sua função no retorno venoso dos testículos, o plexo pampiniforme também desempenha um papel na regulação da temperatura dos testículos. Ele atua como um trocador de calor de contracorrente, resfriando o sangue nas artérias adjacentes. Um aumento anormal do plexo pampiniforme é uma condição médica chamada varicocele.

## Variação em mulheres
Já nas mulheres, o plexo pampiniforme drena os ovários. O ovário direito drena para o plexo pampiniforme, depois para a veia ovariana e em seguida para a veia cava inferior. O ovário esquerdo drena para o plexo pampiniforme, para a veia ovariana esquerda e depois para a veia renal esquerda, chegando à veia cava inferior.